# 오두재로
오두제로(Odujae-ro)는 강원특별자치도 정선군 화암면 에서 삼척시 하장면을 잇는 강원특별자치도의 도로이다.

## 주요 경유지
강원특별자치도
- 정선군 화암면 - 삼척시 하장면

## 노선
| 이름            | 접속 노선                  | 소재지 | 소재지 | 비고                                         |
| --------------- | -------------------------- | ------ | ------ | -------------------------------------------- |
| (이름없음)      | 소금강로                   | 정선군 | 화암면 | 국가지원지방도 제28호선 지방도 제424호선구간 |
| 역둔교          |                            | 삼척시 | 하장면 | 국가지원지방도 제28호선 지방도 제424호선구간 |
| (이름없음)      | 역둔원동로                 | 삼척시 | 하장면 | 국가지원지방도 제28호선 지방도 제424호선구간 |
| 둔전교          |                            | 삼척시 | 하장면 | 국가지원지방도 제28호선구간                  |
| 오두재          |                            | 삼척시 | 하장면 | 국가지원지방도 제28호선구간                  |
| 추동2교 추동1교 |                            | 삼척시 | 하장면 | 국가지원지방도 제28호선구간                  |
| (이름없음)      | 국도 제35호선 (백두대간로) | 삼척시 | 하장면 | 국가지원지방도 제28호선구간                  |